# 2019年堺市長選舉
2019年堺市長選舉（日语：／ Nisenjūkyū nen Sakai shichō senkyo）是日本大阪府堺市所進行的市長選舉。是次選舉為日本改元令和以來首次政令指定都市市長選舉，於2019年（令和元年）6月9日進行投票。

## 概要
前任堺市長竹山修身在第三届任期内因自身的政治資金問題而辭職，並引發了新一次堺市長選舉。屬大阪維新會的前大阪府議會議員、於上次市長選舉敗給竹山的永藤英機於2019年（令和元年）5月7日宣佈參選。另一方面，與大阪維新會在大阪都構想的立場持相反意見的自由民主党時任衆議院議員渡嘉敷奈緒美於5月11日上任大阪府連会長時則表示她打算接受关于大阪都構想进行公投，而她對大阪都構想本身的“零基礎討論”描述則暗含其改為支持大阪都構想的可能性。5月17日，反對渡嘉敷的主張的堺市議會議員野村友昭脫離自由民主党，並成為堺市長選舉的候選人。翌日，渡嘉敷表示自民党大阪府連並不推举任何候选人。她表示不支持野村參選，但也表示會容許自民党黨員個人對野村的支持。保護國民防止NHK傷害黨則派出東京都葛飾區議會議員立花孝志參選堺市長。

## 選舉爭論點
是次選舉的主要爭論點是大阪都構想。其中，野村稱將堺市納入大阪都構想是一個大陷阱，並堅持反對大阪都構想，而永藤則稱堺市參與大阪都構想為時尚早，意圖避免大阪都構想爭論尖銳化。至於前市長的政治資金問題的「政治與金錢」陷阱也成為是次選舉的另一大爭論點。

## 候選人及選舉結果
是次選舉投票率為40.83%，而投票結果顯示永藤僅以微弱優勢當選。NHK在選舉當日進行的調查顯示，永藤獲得了90%大阪維新會和日本維新會的支持者、30%中間選民及30%自由民主黨支持者的選票。野村則獲得60%自由民主黨支持者和50%中間選民的選票。維新會繼2019年大阪府知事選舉和大阪市長選舉後，再於是次選舉勝出，使維新會坐擁大阪府知事及大阪市、堺市兩政令指定都市市長三個席位。如無另外注明，以下資料皆由讀賣新聞及NHK選舉WEB提供。
| 黨籍           | 無黨籍                                                                   | 大阪維新會                                                       | 保護國民防止NHK傷害黨         |
| 候選人         | 野村友昭                                                                 | 永藤英機                                                         | 立花孝志                      |
| 候選人         |                                                                          |                                                                  |                               |
| 年齡           | 45                                                                       | 42                                                               | 51                            |
| 此前職位       | 前堺市議會議員                                                           | 前大阪府議會議員                                                 | 前東京都葛飾區議會議員        |
| 候選人官方網站 | 野村ともあき｜政策で描く、新しい堺のまち、夢、未来（页面存档备份，存于） | 堺市長選特設ホームページ2019｜大阪維新の会（页面存档备份，存于） | NHKから国民を守る党公式サイト |
| 得票數         | 123,771                                                                  | 137,862                                                          | 14,110                        |
| 得票率         | 44.9%                                                                    | 50.0%                                                            | 5.1%                          |
| 當選           |                                                                          | 是                                                               |                               |